# LB Châteauroux
La Berrichonne de Châteauroux ist ein französischer Fußballverein aus der Stadt Châteauroux im zentralfranzösischen Département Indre.

## Geschichte
Als Gesamtverein 1883 gegründet kam die Fußballabteilung erst 1914 dazu. Der Vereinsname leitet sich von der historischen Provinz Berry her, deren Bewohner Berrichons genannt werden.
Den bisher größten Erfolg hatte die Mannschaft 2004, als sie das Finale des Französischen Pokals erreichte. Dort scheiterte Châteauroux an Paris Saint-Germain, konnte sich aber für den UEFA-Pokal qualifizieren, wo man in der ersten Runde gegen den FC Brügge unterlag.

## Spielstätte
Die Ligamannschaft spielt im Stade Gaston Petit, das eine Kapazität von 17.072 Plätzen aufweist.

## Ligazugehörigkeit
Erstklassig (Division 1, seit 2002 in Ligue 1 umbenannt) spielte der Klub nur in der Saison 1997/98. Seither stets zweitklassig, stieg Châteauroux sportlich am Ende der Saison 2013/14 aus der Ligue 2 ab, durfte aber aufgrund der Lizenzverweigerung für Luzenac AP dann doch in dieser Liga bleiben. 2015 stieg man jedoch tatsächlich in die Zweitklassigkeit ab und schaffte nach 2 Spielzeiten in der dritten Liga den Wiederaufstieg in die Ligue 2 zur Saison 2017/18. Am Ende der Saison 2020/21 stieg man erneut in die Drittklassigkeit ab und konnte bisher nicht erneut aufsteigen.

## Erfolge
- Französischer Meister: Fehlanzeige, bisher beste Platzierung war Tabellenrang 17 (1997/98)
- Französischer Pokalsieger: Finalist 2004 (und damit UEFA-Cup-Teilnehmer, weil Finalgegner Paris Saint-Germain als Vizemeister für die Champions League qualifiziert war.)

## Kader 2025/26
Stand: 18. Juli 2025
| Nr. |            | Position | Name            |
| --- | ---------- | -------- | --------------- |
| 1   | Frankreich | TW       | Enzo Tostivint  |
| 4   | Frankreich | AB       | Djibril Diarra  |
| 7   | Frankreich | ST       | Malhory Noc     |
| 8   | Frankreich | MF       | Samba Dembélé   |
| 9   | Frankreich | ST       | Gwenn Foulon    |
| 10  | Frankreich | MF       | Ronaldo Freitas |
| 11  | Mali       | ST       | Amadou Konaté   |
| 17  | Frankreich | AB       | Brahima Magassa |

| Nr. |            | Position | Name               |
| --- | ---------- | -------- | ------------------ |
| 19  | Frankreich | ST       | Loïck Piquionne    |
| 20  | Algerien   | MF       | Issam Bouaoune     |
| 21  | Marokko    | AB       | Aniss El Hriti     |
| 22  | Frankreich | MF       | Théo Trinker       |
| 24  | Frankreich | AB       | Anderson Goncalves |
| 29  | Komoren    | ST       | Housseine Zakouani |
| 30  | Frankreich | TW       | Moussa Ba          |
| 33  | Frankreich | TW       | Doua Dembélé       |

## Bekannte ehemalige Spieler
- Stéphane Dalmat
- Rod Fanni
- Florent Malouda
- Patrick M’Boma
- Jacob Mulenga
- Edwin Murati
- Bakary Sako
- Steve Savidan
- Kari Ukkonen

## Bisherige Trainer
- Roder 1938–1939
- Roger Cabanis 1943–1946
- Gérard Woczniak 1946–1952
- Charles Carville 1952–1953
- Antonin Tichy 1953–1954
- Albert Dubreucq 1957–1958
- Maurice Lafont 1962–1963
- Henri Burda 1963–1965
- Léon Deladerrière 1965–1967
- Robert Vicot 1967–1970
- André Strappe 1970–1971
- Gérard Woczniak 1971–1973
- Lucien Troupel 1973–1980
- Hervé Revelli 1980–1983
- Anton Nieroba 1983–1985
- Philippe Leroux 1985–1986
- Karim Ibrahim 1986–1986
- Philippe Besset 1986–1987
- Lionel Sachy 1987–1988
- Alec Hrnic 1988–1989
- Jacky Lemée 1989
- Andrzej Szarmach 1989–1991
- Joachim Marx 1991–1992
- Victor Zvunka 1992–1998
- Joël Bats 1998–1999
- Thierry Froger 1999–2003
- Victor Zvunka 2003–2005
- Didier Ollé-Nicolle 2005–2006
- Cédric Daury March 2006–2008
- Frédéric Zago March 2007 (interim)
- Christian Sarramagna 2008
- Dominique Bijotat 2008–2009
- Jean-Pierre Papin 2009–2010
- Didier Tholot 2010–2013
- Jean-Louis Garcia 2013–14
- Pascal Gastien 2014–15
- Cédric Daury 2015–16
- Michel Estevan 2016–17
- Jean-Luc Vasseur 2017–18
- Nicolas Usaï 2018–20
- Benoît Cauet 2021
- Marco Simone 2021
- Mathieu Chabert 2021–22
- Maxence Flachez 2022–23
- Olivier Saragaglia 2023–2024
- Antoine Sibierski seit 2024